# Alluminogeni
Alluminogeni foi um grupo italiano de rock progressivo ativo durante a década de 1970.

## História
Tratava-se de trio de Turim formado em 1970 pelo tecladista Alluminio, que deu nome ao grupo, e pelo baterista Ostorero com o apoio de diversos guitarristas como Guido Maccario, Aldo, Andrea Sacchi, Piero Tonello e Enrico Cagliero. O grupo teve breve vida, somente um par de anos e teve produção limitada a alguns singles e um só álbum, Scolopendra, saído quando o grupo já tinha encerrado as atividades.
O contrato discográfico deles veio por um golpe de sorte, uma fita com alguns ensaios espedida a várias gravadoras chegou até a Fonit que os contactou para registrar um single e tocar no Cantagiro diante de dez, quinze mil pessoas, sem que tivessem nunca tido experiências concertísticas precedentes!
Depois de quatro 45 rotações realizados nos anos 1970 e 1971, nos quais eram evidentes os seus limites, o grupo chegou à gravação do álbum, muito bem feito e construído principalmente no órgão Hammond com boas partes instrumentais, ainda que a voz seja um pouco fraca, o som parece ligeiramente datado como de hoje.
O primeiro lado contém quatro músicas com maiores partes cantadas. O segundo é mais instrumental e melhor no confronto.
Consta-se que a banda ficou insatisfeita com o trabalho de produção da gravadora, que tinha procurado tornar o disco mais comercial e esse terá sido um dos motivos do súbito desaparecimento do grupo.
Em 1993 o grupo se reformou realizando dois discretos CD para a Vinyl Magic. O último destes, Green Grapes, que era o nome do grupo antes de mudar para Alluminogeni, é uma compilação de músicas inéditas velhas e novas e contém ainda uma versão inglesa do seu primeiro single L'alba di Bremit.
O tecladista e cantor Patrizio Alluminio realizou como solista um 45 rotações chamado Tu anima mia em 1975, aparentemente um descarte das gravações do LP dos Alluminogeni.

## Formação
- Patrizio Alluminio (teclados, voz)
- Enrico Cagliero (guitarra, baixo)
- Daniele Ostorero (bateria)

## Álbuns
- 1972 Scolopenddra, Fonit (LPQ 09065)
- 1993 Geni Mutanti, Vinyl Magic (VMNP 07)
- 1994 Green Grapes, Vinyl Magic (VM 046)